# Conophyma poimazaricum
Conophyma poimazaricum is een rechtvleugelig insect uit de familie Dericorythidae. De wetenschappelijke naam van deze soort is voor het eerst geldig gepubliceerd in 1997 door Sergeev & Pokivajlov.